# Coleshill (Warwickshire)
Coleshill es una parroquia civil y una villa del distrito de North Warwickshire, en el condado de Warwickshire (Inglaterra).

## Geografía
Según la Oficina Nacional de Estadística británica, Coleshill tiene una superficie de 14,79 km².

## Demografía
Según el censo de 2001, Coleshill tenía 6343 habitantes (49,14% varones, 50,86% mujeres) y una densidad de población de 428,87 hab/km². El 18,21% eran menores de 16 años, el 74,82% tenían entre 16 y 74, y el 6,97% eran mayores de 74. La media de edad era de 40,41 años. Del total de habitantes con 16 o más años, el 27,1% estaban solteros, el 56,21% casados, y el 16,69% divorciados o viudos.
El 96,97% de los habitantes eran originarios del Reino Unido. El resto de países europeos englobaban al 1,73% de la población, mientras que el 1,29% había nacido en cualquier otro lugar. Según su grupo étnico, el 98,12% eran blancos, el 1,02% mestizos, el 0,36% asiáticos, el 0,25% negros, el 0,19% chinos, y el 0,05% de cualquier otro. El cristianismo era profesado por el 83,02%, el budismo por el 0,06%, el hinduismo por el 0,2%, el judaísmo por el 0,09%, el islam por el 0,06%, el sijismo por el 0,09%, y cualquier otra religión por el 0,08%. El 9,76% no eran religiosos y el 6,62% no marcaron ninguna opción en el censo.
Había 2734 hogares con residentes, 42 vacíos, y 8 eran alojamientos vacacionales o segundas residencias.